# Dichochrysa decaryna
Dichochrysa decaryna är en insektsart som först beskrevs av Luisa Eugenia Navas 1924.  Dichochrysa decaryna ingår i släktet Dichochrysa och familjen guldögonsländor. Inga underarter finns listade i Catalogue of Life.